# Chaetomitrium sikkimense
Chaetomitrium sikkimense là một loài Rêu trong họ Hookeriaceae. Loài này được Broth. ex Gangulee mô tả khoa học đầu tiên năm 1977.